# Галлатін (округ, Кентуккі)
Шаблон:StateAbbr_ 38°46′ пн. ш. 84°52′ зх. д. / 38.76° пн. ш. 84.86° зх. д.
Округ Галлатін (англ. Gallatin County) — округ (графство) у штаті  Кентуккі, США. Ідентифікатор округу 21077.

## Історія
Округ утворений 1798 року.

## Демографія
За даними перепису 
2000 року 
загальне населення округу становило 7870 осіб, усе сільське.
Серед мешканців округу чоловіків було 3914, а жінок — 3956. В окрузі було 2902 домогосподарства, 2136 родин, які мешкали в 3362 будинках.
Середній розмір родини становив 3,11.
Віковий розподіл населення поданий у таблиці:
| Стать    | До 15 років | 15-21 | 22-29 | 30-39 | 40-49 | 50-65 | 65-85 | Понад 85 |
| -------- | ----------- | ----- | ----- | ----- | ----- | ----- | ----- | -------- |
| Чоловіки | 974         | 360   | 399   | 621   | 607   | 615   | 308   | 30       |
| Жінки    | 933         | 327   | 376   | 657   | 584   | 607   | 393   | 79       |

## Суміжні округи
- Світзерленд, Індіана — північ
- Бун — північний схід
- Грант — південний схід
- Оуен — південь
- Керролл — захід

## Виноски
1. ↑  U.S. Decennial Census. United States Census Bureau. Архів оригіналу за 26 квітня 2015. Процитовано 14 серпня 2014.
2. ↑  Historical Census Browser. University of Virginia Library. Архів оригіналу за 11 серпня 2012. Процитовано 14 серпня 2014.
3. ↑  Population of Counties by Decennial Census: 1900 to 1990. United States Census Bureau. Архів оригіналу за 13 жовтня 2014. Процитовано 14 серпня 2014.
4. ↑  Census 2000 PHC-T-4. Ranking Tables for Counties: 1990 and 2000 (PDF). United States Census Bureau. Архів оригіналу (PDF) за 18 грудня 2014. Процитовано 14 серпня 2014.
5. ↑  State & County QuickFacts. United States Census Bureau. Архів оригіналу за 7 червня 2011. Процитовано 6 березня 2014.(англ.) Наведено за англійською вікіпедією.
6. ↑  American FactFinder. Бюро перепису населення США. Архів оригіналу за 26 лютого 2012. Процитовано 31 січня 2008.

| США | Це незавершена стаття з географії США. Ви можете допомогти проєкту, виправивши або дописавши її. |